# Evocação

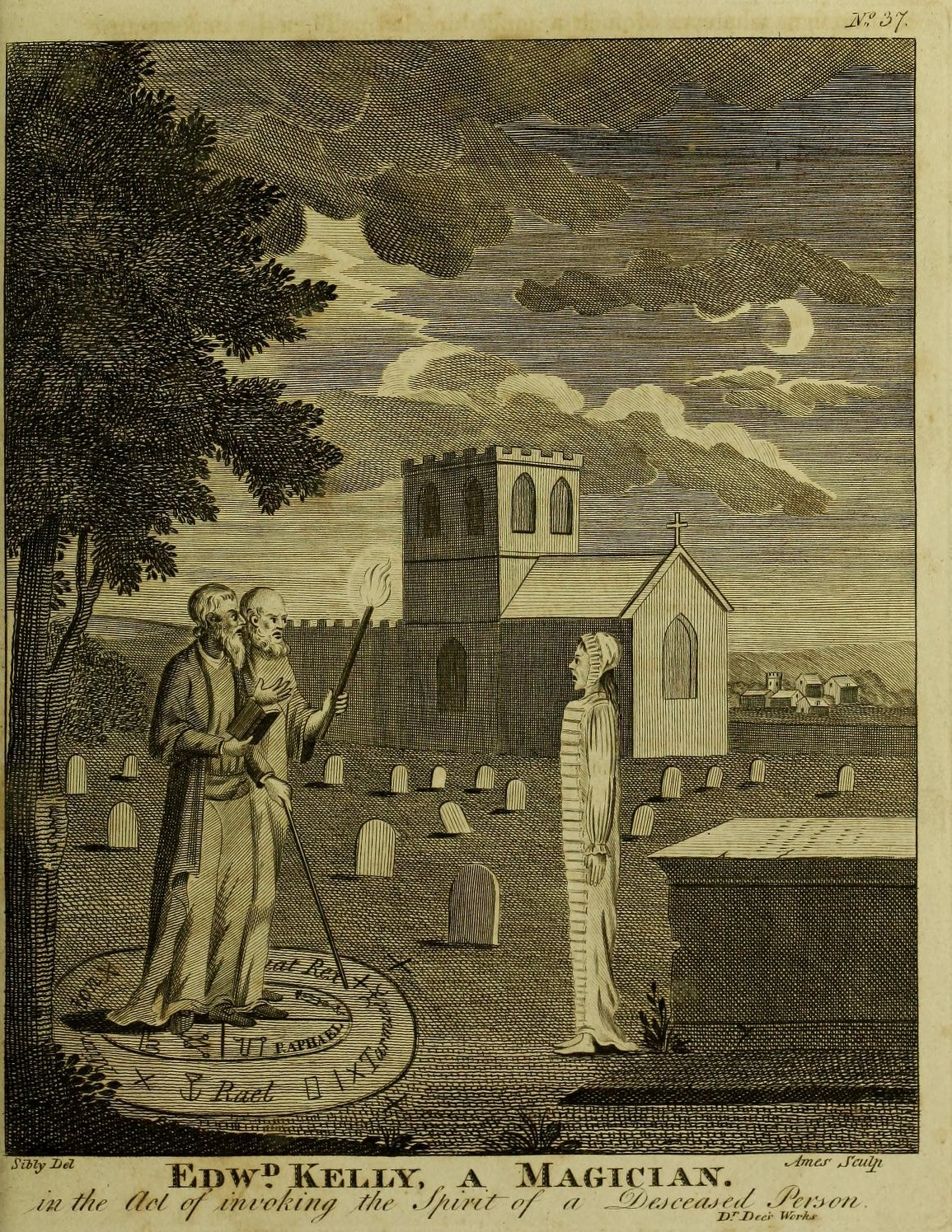
John Dee e Edward Kelley evocando um espírito.

Evocação (do latim, evocatione), em termos gerais e na Psicologia, é o ato de relembrar um fato ou a atualização dos dados fixados; em religião e misticismo é o chamamento por meio da magia para que certa entidade se manifeste à frente do magista sem tomar controle de sua consciência, diferente da invocação, onde a entidade toma lugar e controle do corpo e mente do espírita.

## Espiritismo
No Espiritismo, a evocação ou a manifestação provocada das almas dos falecidos, especifica, caracteriza e define o movimento suscitado por Allan Kardec. Para evocar espíritos, o médium é preparado dentro das sessões espíritas, para assim desenvolver os mais variados tipos de atuação, obedecendo às regras da produção condicionada.